# Irigh N'Tahala
Irigh N'Tahala (àrab إيريغ نتاهلة) és una comuna rural de la província de Tiznit de la regió de Souss-Massa. Segons el cens de 2014 tenia una població total de 1.577 persones.